# De Afspraak
De Afspraak is een dagelijks Vlaams duidingsprogramma van VRT NWS. Het wordt uitgezonden op Canvas. Het programma was voor het eerst te zien op 24 augustus 2015. Van maandag tot donderdag wordt de afspraak gepresenteerd door Bart Schols. Tussen januari 2019 en september 2024 presenteerde ook Phara de Aguirre het programma, afwisselend in grote blokken met Bart Schols. Vanaf september 2025 wordt Fatma Taspinar afwisselend presentator met Schols. Op vrijdag neemt Ivan De Vadder over. Het programma heet dan De Afspraak op vrijdag en brengt politieke duiding bij de voorbije week.
Aanvankelijk werd De Afspraak uitgezonden om 20 uur en was Schols de enige presentator. In januari 2016 verhuisde het programma naar 20.30 u.